# Kareem Hunt
Kareem AJ Hunt (* 6. August 1995 in Willoughby, Ohio) ist ein US-amerikanischer American-Football-Spieler. Er spielt auf der Position des Runningbacks. In der NFL ist er seit 2024 für die Kansas City Chiefs aktiv, wo er bereits seine ersten beiden Saisons spielte. Zwischenzeitlich war er fünf Saisons bei den Cleveland Browns aktiv. Zuvor spielte er College Football für die Toledo Rockets der University of Toledo in der Football Bowl Subdivision (FBS) der National Collegiate Athletic Association (NCAA).

## Karriere

### Highschool
Hunt besuchte die South High School in Willoughby, Ohio, und spielte für deren Sportteams, die „South Rebels“, American Football und Basketball. In der Saison 2011 konnte er im Spiel gegen die North High School 485 Yards erlaufen, den fünftbesten Wert in der Geschichte der Ohio High School Athletic Association. Insgesamt konnte er, allerdings gegen schwache Konkurrenz, 2.519 Yards und 41 Touchdowns erzielen. Er wurde für seine Leistungen in das First-Team All-Conference seiner Schulliga gewählt.
In seinem letzten Jahr an der Highschool konnte er 2.685 Yards und 48 Touchdowns erlaufen und einen Laufdurchschnitt von elf Yards je Laufversuch erzielen. Die 2.685 Yards waren ein Schulrekord für den größten Raumgewinn in einer Saison. Hunt wurde in das First-Team All-Conference, First-Team All-District und First-Team All-State gewählt und war einer der Finalisten für den Mr. Football Award in Ohio.

### College

#### Rekrutierung
Die US-amerikanischen Sport-fokussierten Website-Betreiber Rivals.com und 247Sports stuften Hunt als sogenannten Drei-Sterne-Spieler ein, d. h. einer der 750 besten Spieler seines Jahrgangs der USA und ein wahrscheinlicher Starter in seiner Collegemannschaft. Scout.com schätzte ihn lediglich als Zwei-Sterne-Spieler und damit wichtigen Reservespieler ein.
Hunt erhielt Footballstipendienangebote von der University of Minnesota, der University of Toledo, der University of Pittsburgh, der University of Cincinnati und der University of Iowa. Zusätzlich bekam er noch Angebote von der University of Akron, der Ball State University, der Bowling Green State University und der Eastern Michigan University.  Am 4. Januar 2013 wurde bekannt gegeben, dass er sich für die University of Toledo entschieden habe, wo er ab Herbst 2013 für deren Footballteam, die Toledo Rockets, College Football spielte.

#### Toledo Rockets
Als Freshman wurde Hunt zunächst nur zögerlich eingesetzt. In seinen ersten sechs College-Spielen lief er insgesamt nur zwölf Mal mit dem Ball. In der zweiten Saisonhälfte wurde er jedoch vermehrt eingesetzt und konnte in fünf der letzten sechs Spiele jeweils mehr als 100 Yards erlaufen. Am 12. November 2013 fumblete er im Spiel gegen die Buffalo Bulls, eroberte den Ball aber selbst wieder. Dies war sein einziger Fumble. Beim vorletzten Spiel der Saison warf Hunt eine Interception, was sein einziger Passversuch war. Er beendete seine erste College-Saison mit 866 Yards und sechs Touchdowns, die er in 137 Läufen erzielte.
Die Saison als Sophomore verlief für Hunt gut, obwohl er aufgrund einer Knöchelverletzung drei Spiele verpasste. Insgesamt konnte Hunt jedoch während der Regular Season in neun Spielen 1.360 Yards erlaufen. Nach der Regular Season spielten die Rockets noch im GoDaddy Bowl, wo Hunt beim 63:44-Sieg gegen die Arkansas State RedWolves 271 Yards und fünf Touchdowns erzielte und zum Most Valuable Player (MVP, wertvollster Spieler) gewählt wurde. Er erhöhte so seine Saisonleistung auf 1.631 Yards und 16 Touchdowns in 205 Läufen. Sein Laufdurchschnitt von nun 8,0 Yards je Laufversuch machten ihn in dieser Saison zum zweiterfolgreichsten Runningback des Landes und stellen einen Teamrekord dar. Obwohl er nur in zehn Spielen spielte, machten ihn die 1.631 erlaufenen Yards zum besten Läufer der Mid-American Conference (MAC) und zum zehntbesten des Landes. Zusätzlich war es der zweitbeste Wert in der Geschichte der Rockets und der beste eines Sophomores.
Die 271 Yards waren ein Karrierebestwert für Hunt und die fünf erlaufenen Touchdowns waren ein NCAA-Bowl-Rekord. Zuvor war dies nur Barry Sanders für die Oklahoma State Cowboys im Holiday Bowl 1988 und Neil Snow im Rose Bowl 1902 für die Michigan Wolverines gelungen. Associated Press wählte ihn dafür in ihr All-Bowl Team. Zusätzlich gelangte Hunt in das First-Team All-MAC.
Das Jahr 2015 begann unerfreulich für Hunt, da er für die ersten beiden Spiele suspendiert wurde, nachdem er Teamregeln verletzt hatte. Bei seinem ersten Einsatz in der Saison 2015 zog er sich nach 129 erlaufenen Yards eine Verletzung in der Oberschenkelmuskulatur zu und musste deshalb zwei weitere Spiele aussetzen. Bei seiner Rückkehr am sechsten Spieltag erlief er nur 85 Yards und beendete damit eine Serie von zwölf Spielen, in denen er mehr als 100 Yards erlaufen hatte. Er beendete die Saison 2015 daher mit nur 973 erlaufenen Yards und 12 Touchdowns, womit er der jeweils fünftbeste in der Conference war, bei 178 Läufen. Er hatte damit einen Laufdurchschnitt von 108,1 Yards je Spiel, womit er die Mid-American Conference anführte und 23. im Land war. In der Postseason spielten die Rockets im Boca Raton Bowl gegen die Temple Owls. Beim dortigen 32:17-Sieg erlief Hunt weitere 86 Yards und zwei Touchdowns. Hunt gelangte durch seine Leistungen in das Second-Team All-MAC.
Im Januar 2016 gab die University of Toledo bekannt, dass Hunt auch in seinem Senior-Jahr in Toledo spielen werde. Viele Beobachter sahen die im Vergleich zum Vorjahr schwachen Leistungen als Grund dafür an, dass Hunt sich nicht für den Draft gemeldet hatte. Er wurde erneut in das First-Team All-MAC gewählt. Am 18. Dezember 2016 spielte Hunt im Camellia Bowl sein letztes Spiel für die Rockets. In der 28:31-Niederlage gegen die Appalachian State Mountaineers erlief er zwei Touchdowns und 120 Yards. Er stellte dabei zwei neue Teamrekorde auf, da es sein 28. Spiel mit über 100 Yards war und er nun insgesamt 4.945 Yards erlaufen hatte. Er durchbrach in dieser Saison 98 Tackles, die zweitmeisten in der Liga.
Zum 100-jährigen Jubiläum der Rockets wurde 2017 ein Jubiläumsteam gewählt. Hunt landete dabei als zweitbester Runningback auf Platz sieben.

#### Senior Bowl
Am 28. Januar 2017 spielte Hunt im Senior Bowl. Dort erlief er 118 Yards in 15 Laufversuchen und wurde zum North Outstanding Player (herausragendster Spieler des North Team) gewählt.

#### Statistik
Für die Toledo Rockets spielte Hunt in vier Spielzeiten 44 Spiele, in denen er 782 Laufversuche unternahm. Mit 4.945 erlaufenen Yards ist er der bisher erfolgreichste Runningback in der Geschichte der University of Toledo. Sein Durchschnitt von 6,3 Yards je Laufversuch ist der beste Wert in der Teamgeschichte.
|                          | 2013 | 2014  | 2015  | 2016  | Gesamt |
| ------------------------ | ---- | ----- | ----- | ----- | ------ |
| Spiele gespielt          | 12   | 10    | 9     | 13    | 44     |
| Touchdowns               | 6    | 16    | 12    | 11    | 45     |
| Laufversuche             | 137  | 205   | 178   | 262   | 782    |
| erlaufene Yards          | 866  | 1.631 | 973   | 1.475 | 4.945  |
| Yards je Laufversuch     | 6,3  | 8,0   | 5,5   | 5,6   | 6,3    |
| erlaufene Yards je Spiel | 72,2 | 163,1 | 108,1 | 113,5 | 112,4  |
| gefangene Pässe          | 12   | 9     | 11    | 41    | 73     |
| gefangene Yards          | 68   | 39    | 45    | 403   | 555    |
| Raumgewinn in Yards      | 934  | 1.670 | 1.018 | 1.878 | 5.500  |
| Yards je Spiel           | 77,8 | 167,0 | 113,1 | 144,5 | 125,0  |

### Zwischen College und NFL

#### Combine und Pro Day
Beim NFL Combine 2017 schaffte Hunt beim Bankdrücken mit 225 lbs insgesamt 18 Wiederholungen. Aus dem Stand sprang er 36,5 inch (92,5 cm) hoch und 119 inch (3,02 m) weit. Im 40 Yard Dash lief er eine Zeit von 4,62 Sekunden und 4,66 Sekunden. An der IMG Academy, welche er in der Vorbereitung auf den Combine besuchte, war er zwei Zehntel schneller gewesen. Beim danach folgenden Pro Day der Toledo Rockets am 20. März 2017 lief er die 40 Yards in 4,57 Sekunden.

#### NFL Draft
Im NFL Draft 2017 wählten ihn die Kansas City Chiefs in der dritten Runde als insgesamt 86. Spieler. Für diese Platzierung fädelten die Chiefs zuvor einen Trade mit den Minnesota Vikings ein, die im Gegenzug den Drittrundenpick, den Viertrundenpick und den Siebtrundenpick der Chiefs für den NFL Draft 2017 erhielten. Hunt war so der sechste Runningback im Draft und nach Dan Williams (11. im Jahr 1993), John Greco (65. im Jahr 2008) und Curtis Johnson (81. im Jahr 1970) der vierthöchst gedraftete Spieler in der Geschichte der University of Toledo.

### NFL

#### Kansas City Chiefs

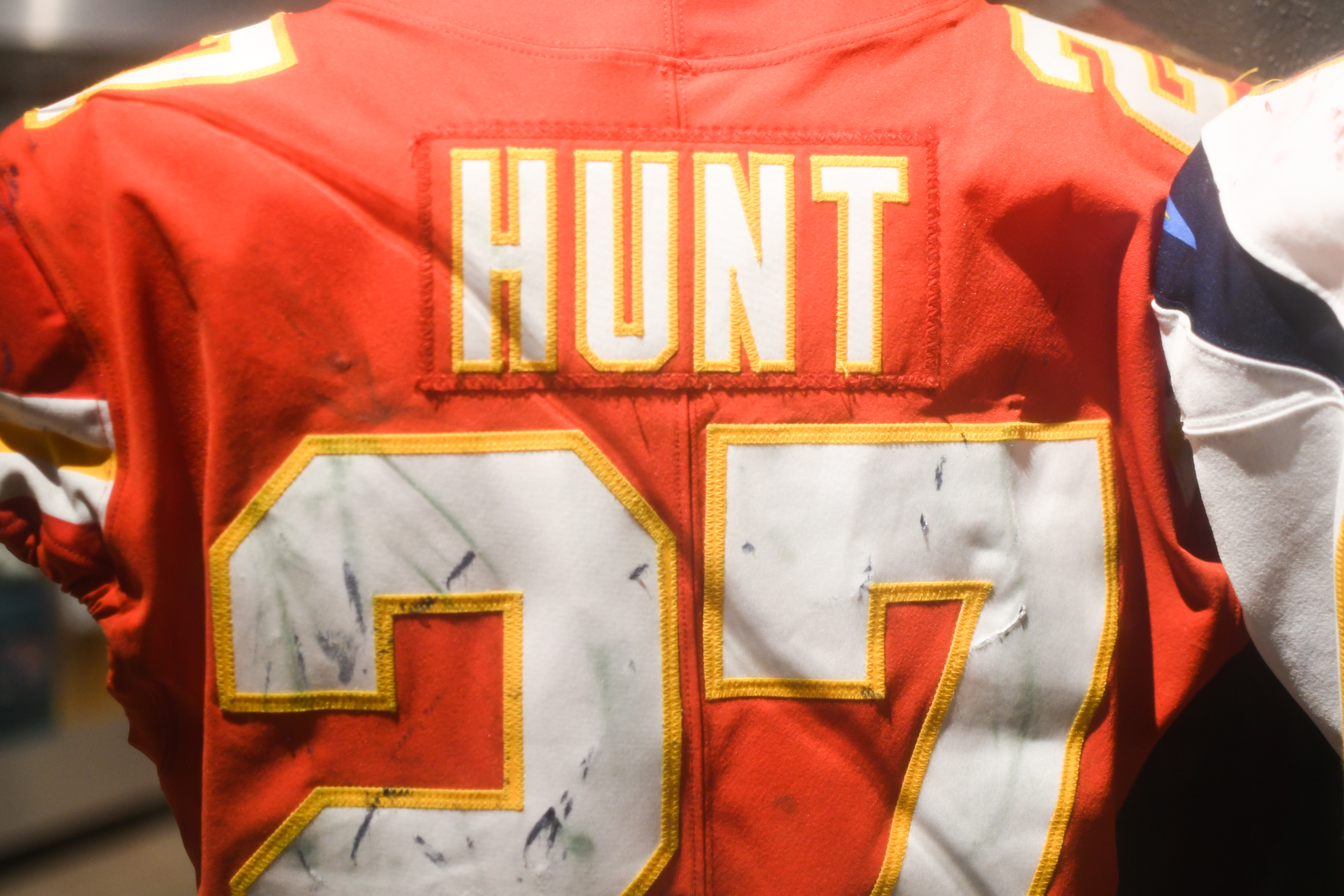
Hunts Trikot in der Pro Football Hall of Fame

Am 5. Juni 2017 unterschrieb Hunt bei den Kansas City Chiefs einen Vierjahresvertrag im Wert von 3.175.952 $, der einen Signierbonus von 775.952 $ einschloss. Hier gab er seine Rückennummer 3 aus Highschool- und Collegezeiten auf, da die NFL vorschreibt, dass Runningbacks Nummern zwischen 20 und 49 tragen. Als neue Nummer wählte er die 27. Nach guten Leistungen in der Preseason wurde Hunt im Kader zunächst hinter Runningback Spencer Ware aufgeführt. Als Ware sich jedoch im dritten Vorbereitungsspiel verletzte, avancierte Hunt zum Starter.
Hunts Regular-Season-Debüt im Saisoneröffnungsspiel gegen die New England Patriots begann denkbar schlecht, als er bei seinem ersten Lauf den Ball verlor. Im Anschluss war er jedoch erfolgreich und erlief 148 Yards, fing für 98 weitere und erzielte drei Touchdowns. Mit diesen insgesamt 246 Yards stellte er einen neuen Rekord für die meisten Scrimmage-Yards in einem NFL-Debüt auf und überbot damit den bisherigen Rekord von Anquan Boldin aus dem Jahr 2003. Nach seiner Leistung der ersten Spielwoche wurde er zum Pepsi NFL Rookie of the Week gewählt und war auf dem Titelblatt der Sports Illustrated zu sehen. In den ersten drei Spielen erzielte er sechs Touchdowns, was einen mit Billy Sims geteilten Liga-Rekord darstellte. Im September 2017 wurde er zum NFL Offensive Rookie of the Month und als vierter Rookie zum AFC Offensive Player of the Month gewählt. Daraufhin wurde sein Trikot vom dritten Spieltag in die Dauerausstellung der Pro Football Hall of Fame aufgenommen. Am 14. Spieltag konnte Hunt erstmals seit dem dritten Spieltag wieder einen Touchdown erzielen und konnte als erst zweiter Chiefs-Rookie die 1.000-Yard-Marke im Laufspiel brechen. Aufgrund seiner guten Leistungen über die Saison wurde er in den Pro Bowl berufen. Hunt konnte in der gesamten Saison 1.327 Yards erlaufen, womit er die gesamte Liga anführte. Von der Vereinigung der Profifootballjournalisten (Pro Football Writers Association) wurde er zum NFL Rookie of the Year gewählt.
In der Saison 2018 erlief Hunt in den elf Saisonspielen bis zum 30. November 2018 insgesamt 824 Yards und sieben Touchdowns und fing Pässe für 378 Yards und sieben Touchdowns. Er stellte damit den 57 Jahre alten Rekord von Lenny Moore von jeweils sieben erlaufenen und gefangenen Touchdowns in den ersten elf Saisonspielen ein.

#### Entlassung und Sperrung
Am 30. November 2018 wurde Hunt von den Chiefs fristlos entlassen und von der NFL auf die Reserve/Commissioner Exempt List gesetzt, demgemäß er bis auf Weiteres gesperrt ist. Anlass war das Auftauchen eines Videos, das Hunt bei einem Vorfall in einem Hotel im Februar 2018 zeigt, wo er eine Frau misshandelt, schubst und tritt, und wozu er sich auf Befragen zuvor unrichtig geäußert hatte. Im März 2019 gab die NFL bekannt, dass Hunt für die ersten acht Spiele der Saison 2019 gesperrt werde, wobei die Sperre erst am 31. August 2019 in Kraft tritt. Dadurch war es Hunt möglich, am Trainings Camp und der Preseason der Cleveland Browns teilzunehmen.

#### Cleveland Browns

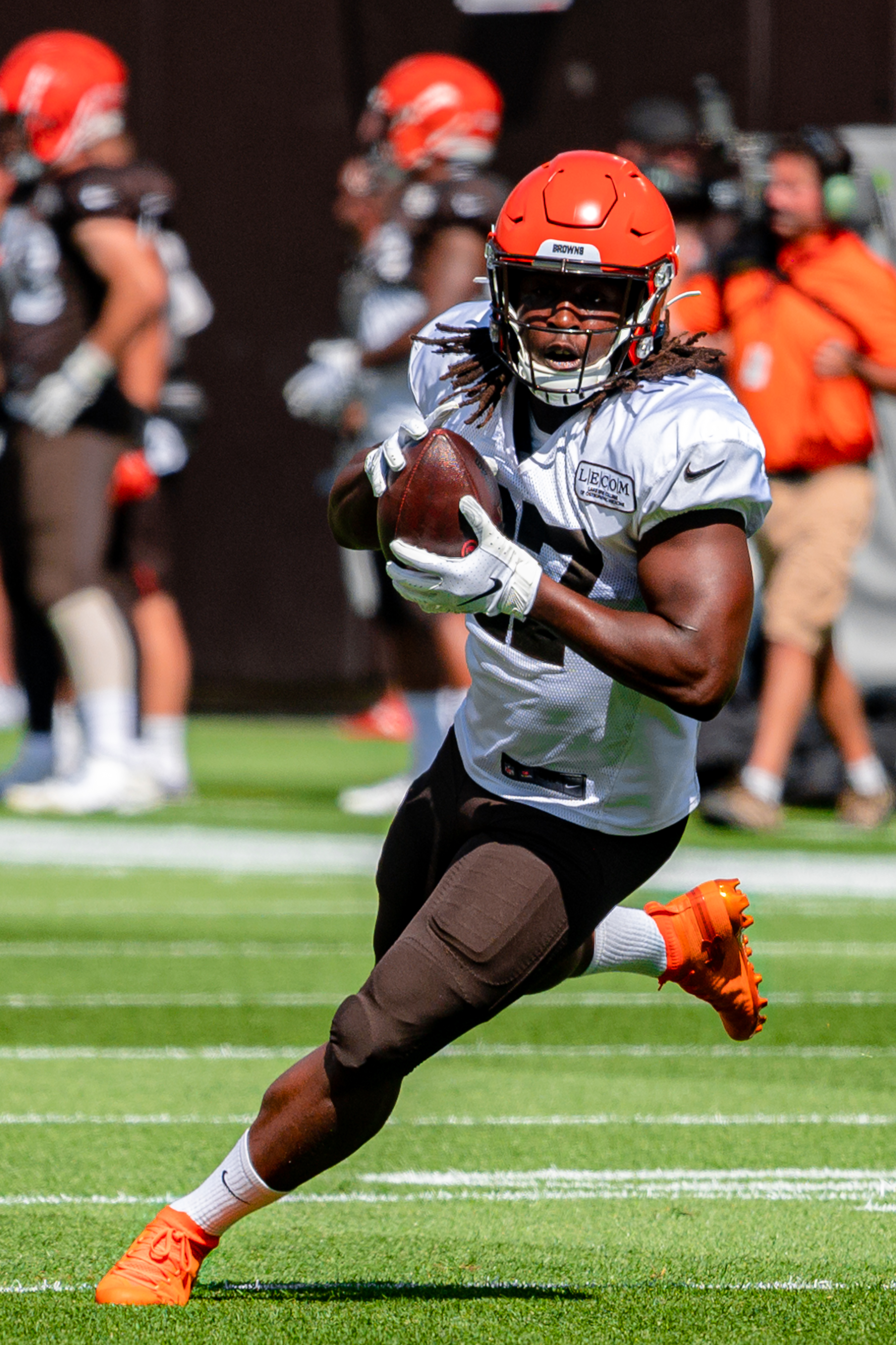
Hunt beim Training mit den Browns

Im Februar 2019 unterschrieb Hunt einen Vertrag bei den Cleveland Browns. Nach Ablauf seiner Sperre teilte er sich vor allem mit Nick Chubb das Backfield. In seinem dritten Spiel für die Browns erzielte er seinen ersten Touchdown für sein neues Team. Hunt war vor allem als Passfänger für die Browns erfolgreich und konnte zu Saisonende 37 von 44 Pässen fangen und dabei 285 Yards erzielen. Mit dem Ball lief er allerdings nur 43 Mal für 179 Yards. Chubb profitierte allerdings ebenfalls von Hunt und konnte in den acht Spielen mit Hunt auf dem Spielfeld bessere Leistungen erzielen als ohne ihm.
Nach der Saison wurde Hunt zum Restricted Free Agent, woraufhin ihn die Browns mit einem Zweitrunden-Tender belegten. Den Tender unterschrieb Hunt am 17. April 2020, was ihn für ein Jahr an die Browns bindet, in welchem er 3,259 Millionen US-Dollar verdient. Am 8. September 2020 erhielt er eine zweijährige Vertragsverlängerung. Die Verlängerung für die Saisons 2021 und 2022 hat einen Gesamtwert von 13,25 Millionen US-Dollar, wovon 8,5 Millionen garantiert sind. In der Saison 2020 fing er Pässe für 304 Yards und fünf Touchdowns und erlief 841 Yards und sechs Touchdowns.
Nach einer Wadenverletzung im sechsten Saisonspiel wurde Hunt im Oktober 2021 auf der Injured Reserve List platziert. Am 27. November 2021 wurde er wieder aktiviert. Er kam in zwei Spielen zum Einsatz, ehe seine Saison durch eine Knöchelverletzung endgültig beendet wurde. Insgesamt konnte er 560 Yards in der Saison erzielen, 522 davon in den ersten sechs Spielen.
Nach der Saison wurde Hunt zum Free Agent. Er konnte sich während der Offseason jedoch mit keiner Mannschaft auf einen Vertrag einigen. Erst nach dem sich Nick Chubb am zweiten Spieltag eine saisonbeendende Verletzung zuzog, verpflichteten die Cleveland Browns Hunt wieder. Er erhielt einen Einjahresvertrag über 4 Millionen US-Dollar. Er erlief 411 Yards und fing für 84 weitere, konnte dabei aber neun Touchdowns erzielen.
Im September 2024 verpflichteten die Chiefs Hunt erst für ihren Practice Squad, vor dem vierten Spieltag dann für den Hauptkader.

#### Statistiken
|                          | 2017  | 2018  | 2019 | 2020  | 2021 | 2022 | 2023 | 2024 | Gesamt |
| ------------------------ | ----- | ----- | ---- | ----- | ---- | ---- | ---- | ---- | ------ |
| Spiele gespielt          | 16    | 11    | 8    | 16    | 8    | 17   | 15   | 13   | 104    |
| Spiele gestartet         | 16    | 11    | 3    | 5     | 1    | 0    | 2    | 8    | 46     |
| Touchdowns               | 11    | 14    | 3    | 11    | 5    | 4    | 9    | 7    | 64     |
| Laufversuche             | 272   | 181   | 43   | 198   | 78   | 123  | 135  | 200  | 1.230  |
| erlaufene Yards          | 1.327 | 824   | 179  | 841   | 386  | 468  | 411  | 728  | 5.164  |
| Yards je Laufversuch     | 4,9   | 4,6   | 4,2  | 4,2   | 4,9  | 3,8  | 3,0  | 3,6  | 4,2    |
| erlaufene Yards je Spiel | 82,9  | 74,9  | 22,4 | 52,6  | 48,3 | 27,5 | 27,4 | 56,0 | 49,7   |
| gefangene Pässe          | 53    | 26    | 37   | 38    | 22   | 35   | 15   | 23   | 249    |
| gefangene Yards          | 455   | 378   | 285  | 304   | 174  | 210  | 84   | 176  | 2.066  |
| Raumgewinn in Yards      | 1.782 | 1.202 | 464  | 1.145 | 560  | 678  | 495  | 904  | 7.230  |
| Yards je Spiel           | 111,3 | 109,3 | 58,0 | 71,6  | 70,1 | 39,9 | 33,0 | 69,5 | 69,5   |

## Spielstil und Persönlichkeit
Aufgrund seiner vergleichsweise geringen Körpergröße von nur 1,80 m (5′ 11″) und seines kompakten Körperbaus hat Hunt einen tiefen Schwerpunkt, weshalb er schwer zu tacklen ist. Sein Laufstil ist körperbetont, und Hunt weicht dem Körperkontakt nicht aus. Er gilt als nur mäßig wendiger Spieler, der kaum schnelle Richtungswechsel durchführt. Durch seine sorgfältig abgewogenen Laufrouten und seine hohe Geschwindigkeit in der Seitwärtsbewegung kann er dennoch Verteidiger gut abschütteln. Hunt wird als Spieler mit verhältnismäßig starken Beinen, hoher Schnelligkeit und guter Beschleunigung beschrieben. Obwohl auf ihn in den ersten drei College-Jahren nur wenige Pässe geworfen wurden, ist Hunt auch ein sicherer Passfänger, auch wenn er nur selten Passrouten laufen sollte. Zusätzlich wird ihm ein hervorragender Stiff Arm, ein guter Spin-Move und eine gute Balance zugeschrieben.
Hunt gilt als bescheiden und scheut große Aufmerksamkeit. Er bevorzugte deshalb in seinen Highschool- und Collegejahren kleinere Footballmannschaften, weshalb ihm gelegentlich vorgeworfen wurde, dass er nur deshalb so erfolgreich sei, weil er gegen schlechtere Gegner spiele.

## Persönliches
Hunt ist der Sohn einer selbstständigen Gesundheitsdienstleisterin. Benannt wurde er nach seinem Vater, Kareem Abdul Jabbar Hunt, dessen Mutter ihn nach dem Basketballspieler Kareem Abdul-Jabbar benannte. Hunt bekam jedoch nur die Initialen der Mittelnamen seines Vaters. Beide Eltern betrieben in ihrer Jugend ebenfalls Schulsport: Hunts Vater war Footballspieler, seine Mutter Leichtathletin. Mit seiner Familie musste er in seiner Kindheit öfters umziehen. Er hat einen Bruder. Als sein sportliches Vorbild nennt Hunt Barry Sanders. Als Hauptfach im Studium wählte er Strafrecht. Hunt ist Fan der Cleveland Browns.